# Obszar Chronionego Krajobrazu Środkowej Grabi

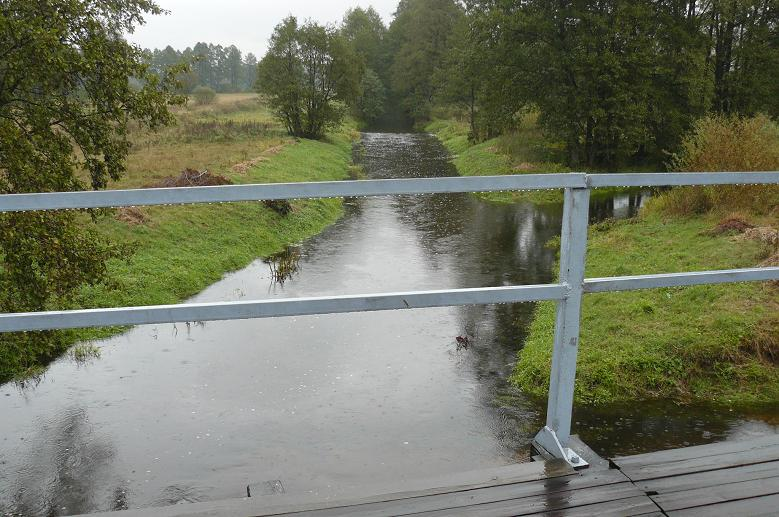
Grabia w Łasku

Obszar Chronionego Krajobrazu Środkowej Grabi – obszar chronionego krajobrazu utworzony w 1989 roku. W 1993 roku decyzją Rady Miasta i Gminy w Łasku zasięg obszaru został powiększony aż do południowo-zachodniej granicy gminy. Granice Obszaru wyznaczono Rozporządzeniem Wojewody Sieradzkiego z dnia 31 lipca 1998 r.

## Położenie
Położony w zachodniej części województwa łódzkiego.
Łączna powierzchnia wynosi 6558 ha, z czego ok. 502,32 ha stanowią lasy zarządzane przez leśnictwa: Grabia, Dobroń, Kopyść, Sędziejowice i Luciejów w nadleśnictwie Kolumna wchodzące w skład RDLP w Łodzi.
Obszar znajduje się na Wysoczyźnie Łaskiej obejmując dolinę rzeki Grabi w jej środkowym biegu wraz z dopływami: Pałusznicą i Końską. Grabia, będąca prawostronnym dopływem Widawki (dorzecze Odry) jest uznawana za jedną z najczystszych rzek nizinnych w Polsce.
Samo koryto rzeki Grabi jest użytkiem ekologicznym od 1993 roku.

## Charakterystyka
Na terenie obszaru znajdują się liczne starorzecza i niewielkie naturalne zbiorniki eutroficzne, a rzeka na tym odcinku silnie meandruje. Środowisko jest zróżnicowane: występują tu wydmy śródlądowe pokryte murawami napiaskowymi jak i mokradła oraz tereny podmokłe. Znajdują się tu też liczne niżowe i górskie świeże łąki użytkowane ekstensywnie. Można tu spotkać różne typy siedliskowe lasu: łęgi topolowe, łęgi wierzbowe, łęgi olszowe, łęgi jesionowe, olsy źródliskowe oraz bory sosnowe.
Rzeka ta odznacza się niezwykłym bogactwem fauny. Badania zoologiczne prowadzone tu od 1928 roku przez Uniwersytet Łódzki wykazały występowanie tu 800 gatunków, w tym 80 odkrytych po raz pierwszy w Polsce, a dwa gatunki okazały się nowymi dla nauki. Występuje tu wiele gatunków rzadkich i chronionych, m.in.:
- Ssaki: wydra europejska, bóbr europejski
- Ryby: koza, koza złotawa, minóg strumieniowy, minóg ukraiński, brzana, certa, węgorz, szczupak, piskorz – w sumie ponad 30 gatunków.
- Stawonogi: trzepla zielona, zalotka większa, czerwończyk nieparek
- Mięczaki: zatoczek łamliwy, skójka gruboskorupowa

Z flory na uwagę zasługują m.in.: okrężnica bagienna, łączeń baldaszkowy, marek szerokolistny i włosienicznik błotny.

## Inne formy ochrony rzeki Grabi
- Użytek ekologiczny (nie nadano nazwy; koryto rzeki)
- Zespół przyrodniczo-krajobrazowy „Dolina Grabi” (dolny bieg i okolice ujścia)
- Rezerwat przyrody Grabica (okolice ujścia)
- Obszar specjalnej ochrony ptaków sieci Natura 2000, kod PLH100021: „Grabia” o powierzchni 1670,5 ha (środkowy i dolny bieg)
- Park Krajobrazowy Międzyrzecza Warty i Widawki (okolice ujścia)